# Kavinsky
Kavinsky, pseudoniem van Vincent Belorgey (Seine-Saint-Denis, 31 juli 1975), is een Franse electro-dj en acteur.

## Levensloop
Na jarenlang actief te zijn geweest als acteur, startte Kavinsky in 2005 een muziekcarrière. Hij werd hierbij naar eigen zeggen geïnspireerd door zijn goede vrienden Jackson Fourgeaud en Mr. Oizo. Kavinsky bracht vanaf 2006 enkele ep's uit, waaronder Teddy boy en 1986. Zijn nummers werden geremixt door onder anderen Mr. Oizo en SebastiAn. In 2007 toerde hij met Daft Punk, The Rapture, Justice en SebastiAn. Hij bleef bovendien spelen in verschillende films, waaronder een film geregisseerd door Mr. Oizo, getiteld Steak.
Eind 2011 kreeg Kavinsky meer bekendheid doordat zijn single Nightcall gebruikt werd tijdens de begintitels van de film Drive. Het lied werd een hit op YouTube met bijna tien miljoen hits in vijf maanden tijd. In de Franse hitlijst stond Nightcall maar liefst 135 weken genoteerd. Ook in België werd het een hit.
Kavinsky's eerste studioalbum, Outrun, verscheen in februari 2013 en werd een groot succes in Frankrijk. Het album werd daar bekroond met een gouden plaat. De single Odd look (dat zowel een versie kent met SebastiAn als met The Weeknd) was dat jaar eveneens succesvol. Een doorbraak in Nederland kwam er echter niet. Sinds 2014 is Kavinsky op muzikaal gebied inactief. In november 2021 bracht hij in samenwerking met Amerikaanse singer-songwriter Cautious Clay de single Renegade uit.

## Discografie

### Albums
| Album met hitnotering(en) in de Vlaamse Ultratop 200 albums | Datum van verschijnen | Datum van binnenkomst | Hoogste positie | Aantal weken | Opmerkingen |
| ----------------------------------------------------------- | --------------------- | --------------------- | --------------- | ------------ | ----------- |
| Outrun                                                      | 22-02-2013            | 02-03-2013            | 37              | 23           |             |

### Singles
| Single met hitnotering(en) in de Vlaamse Ultratop 50 | Datum van verschijnen | Datum van binnenkomst | Hoogste positie | Aantal weken | Opmerkingen    |
| ---------------------------------------------------- | --------------------- | --------------------- | --------------- | ------------ | -------------- |
| Nightcall                                            | 28-11-2011            | 11-02-2012            | 28              | 8            |                |
| Odd look                                             | 05-08-2013            | 14-09-2013            | 18              | 15           | met The Weeknd |

### Ep's
- Teddy boy (2006)
- 1986 (2007)
- Your way or mine? / Grand Canyon (2007)
- Blazer (2008)
- Nightcall (2010)
- ProtoVision (2013)
- Odd look (2013)
- Reborn (2022)

## Filmografie
- 2003: Aaltra
- 2004: Atomik Circus, le retour de James Bataille
- 2005: Ultranova
- 2007: Steak